# Biscotto (colore)
Il color biscotto è una sfumatura molto chiara di marrone nota anche come bisque.